# Прва француска република
Прва француска република, званично Француска Република (фр. République française), основана је 22. септембра 1792. године од стране Националног конвента и трајала је до 18. маја 1804. године када је Наполеон I Бонапарта  проглашен за првог Француског цара од папе.

## Увод
Падом Бастиље 14. јула 1789. године започела је Француска револуција. Народна уставотворна скупштина доноси 5. августа одлуку о укидању феудализма у Француској. Други значајнији акти су: Декларација права човека и грађанина којом је уведена једнакост свих грађана пред законом и устав из 1791. године. Новим уставом Француска је престала да буде апсолутистичка и постала уставна монархија. Краљ је из Версаја пребачен у Париз (Марш на Версај). Политички живот био је веома буран и због свестраног рада скупштине. Истомишљеници су почели да се окупљају у клубове. Најпознатији клубови били су: Јакобински клуб (републиканци предвођени Максимилијаном Робеспјером), жирондинци (радикални републиканци), кордиљерски клуб (ситна буржоазија и сиромашније становништво; Жан Пол Мара, Жорж Дантон) и фејански клуб (монархисти). У почетку револуције, власт су држали жирондинци.

## Уставна монархија
Француски краљ Луј XVI привидно је прихватио ново стање у земљи, али је прикривено покушавао да помогне гушење Револуције коју су из дијаспоре организовали одбегле присталице монархије. Постала је јавна тајна да Луј и Марија Антоанета тајно достављају контрареволуционарима информације о стању у земљи. Међутим, ниједан од клубова није могао да се одлучи на тако одважан корак као што је укидање монархије. Јуна 1791. године, Луј је са породицом покушао да побегне из Париза, али је ухваћен у градићи Варену недалеко од границе. Потом су краља и краљицу вратили у Тиљери где су их држали у заробљеништву.
Будући да краљу није могао да помогну домаћи монархисти фејанци, остала му је помоћ само од монархистичких држава из иностранства у којима је Француска револуција наишла на одобравање међу средњем и сиромашном слоју становништва. Те државе су биле заинтересоване за гушење Револуције да би својим поданицима показали да су све револуционарне акције узалудне. Контрареволуционарне државе биле су предвођене Аустријом и Пруском. Француска им објављује рат. Рат Француске републике против европских монархија назива се Револуционарним, а дели се на рат против Прве и Друге коалиције.

## Укидање монархије
Француска војска била је подељена на присталице републике и монархије. Већ на почетку Француских револуционарних ратова долази до дезертирања и преласка у противнички табор. Због тога је француска војска била слаба и трпела поразе на свим фронтовима. Монархисти су већ славили гушење револуције. Преокрет је уследио након интервенције Маре и Робеспјера који су се ставили на чело народа и образовали тајни директоријум. Земља је била свесна да је за победу револуције потребно збацити монархију. Дана 9. августа представници 48 париских секција образовали су револуционарну Париску комуну. Ноћу између 9. и 10. августа почело је звонити за узбуну, а 10. августа народне масе су пошле ка двору краља Луја. Краљевска породица пребегла је у Законодавну скупштину да од ње тражи заштите. Она је привремено одузела власт краљу. Комуна је наређивала да се краљ ухапси. Краљ Луј и краљица Антоанета затворени су у тамницу Темпл. Тако је 10. августа 1792. године народ у Француској збацио монархију.
Уследио је преокрет на бојном пољу. Француска војска под командом Келермана и Димурјеа наноси велики пораз немачкој војсци у бици код Валмија (20. септембар 1792. године) након чега су непријатељи протерани са територије Француске републике.

## Владавина жирондинаца
У међувремену су расписани избори за Национални конвент који је 22. септембра прогласио републику уз крилатицу "Слобода, једнакост, братство". Организовано је суђење краљу који је погубљен почетком следеће године, а неколико месеци касније и краљица Марија Антоанета. Затим је уследио терор у коме је страдало више хиљада људи, понајвише непријатеља Револуције. Тај терор познат је под називом "режим гиљотине", према справи којом су извршаване смртне казне.
Погубљење краља и краљице изазвало је велико незадовољство у скоро целој Европи. Аустрији и Пруској придружује се Енглеска која ће све до Наполеоновог пада бити главни покретач борби против Француске. У савез улазе и Шпанија, Холандија и Сардинија, а Русија са Француском прекида све дипломатске односе. Једино су САД и Швајцарска одржавале нормалне везе са Француском.
Пошто је остала без владара, Француском су управљали истакнути чланови Конвента. Извршна власт била је у рукама Комитета за јавну безбедност и Комитета јавног спаса. Избијају устанци широм Републике, а најжешћи је био устанак у Вандеји. Шарл Димурје је дезертирао и прешао на страну монархиста. Порази на бојном пољу навели су јакобинце да организују заверу и изврше држави удар.
Устанци су избили најпре у Конвенту. Мара је ослобођен из затвора. Након тога, бесни су формирали Комитет устанка који је од Конвента захтевао да се истерају 22 посланика — жирондинца. У мају је тај захтев постао општи. На чело покрета против жирондинаца стала је Париска Комуна. Дана 31. маја народ се почео окупљати пред Комуном. Већ 2. јуна, Робеспјер је захтевао хапшење Комисије дванаесторице и да се предају суду 22 посланика — жирондинца. Једина ствар са којом се Конвент сложио било је укидање Комисије дванаесторице. Зато је јакобинац Анрио наредио пуцање на Конвент из топова. Због тога је Конвент био присиљен да искључи 31 члана из партије жирондинаца.
Револуција од 31. маја до 2. јуна уклонила је са власти крупну трговачко-индустријску буржоазију. У пролеће се та буржоазија пребацила у табор контрареволуционара. После ове револуције, у Француској је започео период врхунца Француске револуције познат под именом „Јакобинска диктатура“.

## Јакобинска диктатура
Јакобинска диктатура представља врхунац Француске револуције. На челу државе налазила се ситна буржоазија и сиромашни предвођени Максимилијаном Робеспјером. Донет је нови устав 1793. године који је предвиђао опште право гласа, федерално уређење, слободу штампе, изгласавање важних закона путем референдума, слободу штампе, личне слободе... Почетком 1794. године непријатељи су протерани из земље.
Робеспјер је настојао да потпуно преуреди друштво. Извршио је темељне реформе; преуредио цркву, увео револуционарни календар, увео максимум за цене основних животних намирница... Најгоре од свега је било пооштравање режима гиљотине. Страдало је на десетине хиљада Француза. Од Робеспјерове самовоље нису били безбедни ни чланови Комитета јавног спаса који су сковали заверу и извршили државни удар у јулу 1794. године. Максимилијан Робеспјер, Сен Жист, Кутон и многи истакнути чланови јакобинаца послати су на гиљотину (28. јул 1794). Завереници (термидорци) потом преузимају власт.

## Успеси у Револуционарним ратовима
Термидорци, нови господари Конвента, укинули су све установе Јакобинске диктатуре и угушили хлебни устанак париске сиротиње. У исто време је ратовање са Пруском, Холандијом и Шпанијом приведено крају. Кампоформијским миром и изласком Аустрије из рата (1797), завршен је рат Прве коалиције јер је на бојном пољу остала само Велика Британија. Она следеће године успева да састави нову, Другу коалицију у коју су ушле Русија, Турска, Португал, Свето римско царство и још неке мање италијанске државе. Главне битке вођене су на северном фронту (Немачка), у Италији и Египту и Сирији. Истиче се нова генерација француских генерала предвођена Наполеоном Бонапартом. Војне акције имале су успеха, па Французи освајају и територије ван њихове државе. Образовали су нове републике у којима их је сиромашно становништво одушевљено прихватало. Уз Батавијску републику формирану у Холандији 1795. године, створена је и Хелветска република (1798) и многе републике у Италији (Болоњска, Циспаданска, Лигурска, Цисалпинска...).

## Владавина Директоријума
Револуција је и изнутра запловила у мирније воде. Сплашњавање бунтовничког заноса осетило се у трећем револуционарном уставу из 1795. године. Конзервативнији од претходна два, он је задржао републиканско уређење, али је укинуо опште право гласа, док су активно и пасивно право имали само они који су плаћали висок порез. Законодавна власт припадала је дводомном Савету, а јака извршна власт Директоријуму.
Директоријум се састојао од пет директора: Пол Бара, Лазар Карно, Ла Ревије-Лепо, Лиј Летурне и Жан-Франсоа Рубел. Сви су били чланови Конвента и краљеубице. Уставом је власт сконцентрисана у рукама имућнијег становништва за разлику од прохујалог времена.
Париска сиротиња имала је важну улогу у Револуцији. У почетку је била окупљена око радикалних жирондинаца — ебертоваца. Још радикалнијом се исказала у Удружењу једнаких Франсоа Бабефа који је тражио укидање приватне својине. Залагао се за неку врсту аграрног комунизма. Заверу коју је Бабеф сковао Директоријум је угушио у крви, а сам Бабеф је гиљотиниран.

## Државни удар 18. бримера 8. године републике
Директоријум је имао успеха у војним и дипломатским пословима, као и у смиривању Револуције. После пада Карноа, два нова члана Директоријума, Сијес и Роже-Дико, подржали су Наполеона Бонапарту да изврши државни удар под изговором спречавања јакобинске побуне. Када им се придружио и Бара, поднели су оставке на чланство у Директоријуму. Наполеон је запосео зграду законодавног тела, затражио овлашћење да спасе нацију и пошто је био одбијен, растерао је посланике. Чланови Директоријума су поднели оставке 9. новембра (18. бример према Револуционарном календару) 1799. године. Сутрадан су власт преузела тројица конзула: Бонапарта, Сијес и Роже-Дико.